# Vicario

Modelo de escudo de armas de los vicarios generales.

Se denomina vicario a la persona que ejerce las funciones de otra, en todo o en parte por delegación y nunca con carácter propio; la sustituye por tiempo indefinido o determinado. Actualmente su uso es meramente eclesiástico.[cita requerida] De forma más sencilla se puede decir que un vicario es aquel que toma el lugar de otro, el suplente, el sustituto.
Puede delegar en el vicario, bien la persona sustituida, bien aquella otra que tenga facultad para ello. En el derecho canónico, la voz de vicario toma carta de naturaleza en los primeros siglos del catolicismo, cuando se llamaron vicarías los tribunales de justicia y vicarios sus regidores. 
Dentro del término se pueden diferenciar:
1. Vicario apostólico. Es quien tiene una dignidad eclesiástica que establece y fija la Santa Sede para el gobierno administrativo, la evangelización y demás funciones religiosas en los territorios donde no está aún instaurada la jerarquía eclesiástica ordinaria. En ocasiones se entiende por tal dignidad a todos los Obispos, que ejercen su función en nombre del Papa. Su tarea primordial es hacer presente la función apostólica de la fe católica.
2. Vicario del Ejército o Castrense. Es aquel que ejerce la jurisdicción eclesiástica en virtud de delegación plena sobre los creyentes cristianos integrados en el ejército de un país en periodo de paz (Vicario general). En tiempo de guerra los Vicarios generales se han distribuido ocasionalmente por los distintos Cuerpos de Ejército dentro de las mismas Fuerzas Armadas de un país. El Vicario General Castrense hoy en día se llama Ordinario general castrense. Se suponía que el ordinario de las Fuerzas Armadas era el propio Romano pontífice y que el Vicario actuaba en su delegación.
3. Vicario general del Obispo diocesano. Actúa con la autoridad del obispo en todo el territorio y conjunto de personas de la diócesis. Es el clérigo nombrado por el obispo para ejercer en su lugar y de una manera general la jurisdicción ordinaria. Puede tener un “teniente-vicario” que le supla en caso de enfermedad o ausencia, también nombrado por el obispo. Casos excepcionales son el Vicario General de Su Santidad para la diócesis de Roma y el Vicario General de Su Santidad para la Ciudad del Vaticano, que actúan en nombre del Papa, siempre son cardenales y tienen todas las funciones propias de un Obispo diocesano.
4. Vicario regional: se usa en el Opus Dei.
5. Vicario judicial: es el antiguo Provisor eclesiástico.
6. Vicario capitular: antiguamente elegido por el Cabildo catedralicio para regir la sede de la diócesis mientras esta se encontrase vacante o impedida. En la actualidad esta labor se adjudica a un administrador diocesano.
7. Vicario parroquial: ayuda al Cura, Cura párroco, Párroco o Administrador parroquial. Es el sacerdote que colabora con el párroco y con su autoridad.
8. Vicario de coro. En un convento de frailes era el encargado de cuidar del orden y del cumplimiento del oficio divino y otras fiestas, también tenía a su cargo la lectura en el refectorio.
9. Vicario sufragáneo. El dependiente de la autoridad episcopal.
10. Vicario episcopal. Se responsabiliza de una zona o sector de una diócesis en nombre del obispo.
11. Vicario foráneo. Juez eclesiástico nombrado por el obispo para ejercer la jurisdicción ordinaria delegada en un partido fuera de la capital diocesana. Con frecuencia, no podían conocer las causas criminales, sustanciando los sumarios y remitiendo los procesos para su resolución al Vicario General.
12. Vicario de monjas. Era el encargado de confesar a las monjas de un convento.
13. Vicario visitador. Aforado letrado encargado de girar personalmente la inspección periódica a un partido eclesiástico por orden expresa de la mitra. Siguiendo unas directrices previamente estipuladas, el visitador es acompañado por un notario apostólico y auxiliado por uno o varios ejecutores asalariados. Estaba capacitado para dictar capítulos de visita de obligado cumplimiento, así como para resolver judicialmente en primera instancia las causas leves presentadas ante su audiencia itinerante.
14. Vicario provincial. Usado en la orden de La Merced.

Catecismo de la Iglesia Católica: Vicario
1. Numeral 882 El sumo pontífice, obispo de Roma y sucesor de san Pedro, "es el principio y fundamento perpetuo y visible de unidad, tanto de los obispos como de la muchedumbre de los fieles "(LG 23). "El Pontífice Romano, en efecto, tiene en la Iglesia, en virtud de su función de Vicario de Cristo y Pastor de toda la Iglesia, la potestad plena, suprema y universal, que puede ejercer siempre con entera libertad" (LG 22; cf. CD 2. 9).
2. Numeral 936 El Señor hizo de san Pedro el fundamento visible de su Iglesia. Le dio las llaves de ella. El obispo de la Iglesia de Roma, sucesor de san Pedro, es la "cabeza del Colegio de los Obispos, Vicario de Cristo y Pastor de la Iglesia universal en la tierra" (CIC, can. 331).
3. Numeral 1560 Cada obispo tiene, como vicario de Cristo, el oficio pastoral de la Iglesia particular que le ha sido confiada, pero al mismo tiempo tiene colegialmente con todos sus hermanos en el episcopado la solicitud de todas las Iglesias: "Aunque cada obispo es pastor sagrado sólo de la grey que le ha sido confiada, sin embargo, en cuanto legítimo sucesor de los Apóstoles por institución divina y por el mandato de la función apostólica, se hace corresponsable de toda la Iglesia, junto con los demás obispos" (Pío XII, Enc. Fidei donum, 11; cf LG 23; CD 4,36-37; AG 5.6.38).